# Bukkene Bruse
Bukkene Bruse (fondată în 1988 în Oslo) este o formație de muzică folk norvegiană, care îi are ca interpreți pe Steinar Ofsdal la flaut, Annbjørg Lien la instrumentele tradiționale (instrument cu coarde și arcuș) hardingfele și nyckelharpa și Arve Moen Bergset la kveding, vioară și hardingfele. Din 1997 cântă și Bjørn Ole Rasch la claviatură (i.e., pian respectiv clape). El a adus contribuții anterioare la cel de-al doilea album al formației. Formația cântă muzică tradițională și muzică folk norvegiană cu diverse contribuții personale aduse melodiilor sau baladelor tradiționale.

## Discografie
- Bukkene Bruse (Grappa, 1993)
- Åre (Grappa, 1995)
- Steinstolen (Heilo, 1997) – Eliberat în Statele Unite ca The Stone Chair (North Side, 1999)
- Den fagraste rosa (Grappa, 2001) – Eliberat în SUA ca The Loveliest Rose (North Side, 2002)
- Spel (Grappa, 2004)